# Outer Wilds
Outer Wilds es un videojuego de acción y aventura desarrollado por Mobius Digital y publicado por Annapurna Interactive. En un principio se lanzó para Windows, Xbox One, y PlayStation 4 en 2019, seguidamente en PlayStation 5 y Xbox Series X/S en 2022 y, por último, para Nintendo Switch a finales de 2023, con una edición física prevista para 2024. En el videojuego, el personaje jugador explora un sistema solar mientras se encuentra en un bucle temporal que acaba cuando el sol se convierte en supernova.
El jugador progresa a través de Outer Wilds explorando el sistema solar y buscando pistas acerca de la causa del bucle temporal. Outer Wilds recibió aclamación de la crítica y varios premios como el Gran Premio Seumas McNally y el premio a la Excelencia en Diseño en los Premios 2015 Independent Games Festival. Originalmente fue desarrollado por Team Outer Wilds, pero más adelante entró en el proyecto el actor Masi Oka, del estudio de Mobius Digital, que contrató a los miembros del equipo original para su estudio. Fue publicado en mayo de 2019 para Microsoft Windows, PlayStation 4 y Xbox One.

## Jugabilidad
En Outer Wilds, el personaje del jugador es un astronauta que se encuentra acampando en su planeta cerca de la estación de lanzamiento de su cohete. Dentro de los 22 minutos del tiempo de videojuego, el sol local se convertirá en supernova, finalizando el videojuego, aunque el videojuego se reiniciará en el mismo punto. Por lo tanto, se alienta al jugador a explorar el sistema solar local (denominado de alguna manera inexacta como una "galaxia peculiar y condensada") para aprender cómo llegó allí el astronauta, por qué el sol se convertirá en nova, los secretos de los Nomai, la raza alienígena que había construido esta galaxia, y otra información y secretos que se pueden usar en las repeticiones posteriores del videojuego para explorar más a fondo. Por ejemplo, para usar el cohete, el jugador debe guiar al astronauta a un observatorio local, donde se encuentran los códigos de lanzamiento. Una vez que el jugador haya hecho esto una vez en una partida, esa información no cambiará en las siguientes, por lo que en la próxima partida, el jugador puede pasar por alto el observatorio e inmediatamente lanzar el cohete con los códigos conocidos. Aunque la galaxia repite los mismos 22 minutos cada vez que el jugador inicia el videojuego, la galaxia cambiará en el transcurso de ese período, haciendo que algunas partes de los planetas sean accesibles solo en ciertos momentos; un ejemplo es un par de planetas que orbitan tan cerca el uno del otro que la arena de un planeta se canaliza para cubrir el otro planeta, haciendo que su superficie sea inaccesible más tarde en el período de 22 minutos.
El personaje del jugador tiene medidores de salud y oxígeno, que pueden reponerse cuando el personaje regresa al cohete. Si la salud u oxígeno del personaje se agotan este muere, pero reaparece de nuevo en el planeta de origen.

## Argumento
El jugador toma el papel de un explorador espacial alienígena que se prepara para su primer vuelo en solitario. Después de tocar una estatua de Nomai, el jugador descubre que está atrapado en un bucle de tiempo de 22 minutos, con cada bucle reiniciando en la muerte del jugador o en el sol local explotando en una supernova. Para resolver este misterio, el Jugador comienza a explorar el sistema solar, descubriendo artefactos y ruinas dejadas por los Nomai, una raza antigua y misteriosa que una vez colonizó el sistema.
El jugador finalmente se entera de que los Nomai estaban obsesionados con encontrar el "Ojo del Universo", el supuesto centro del universo, que es una anomalía cuántica masiva que supuestamente tiene el poder de detener la muerte por calor del universo. Con este fin, los Nomai construyeron un cañón orbital para lanzar sondas hacia los bordes exteriores del sistema estelar con el objetivo de encontrar dicho Ojo. Además, desarrollaron el Proyecto Gemelo Ceniza, que aprovechó su dominio de la física cuántica para enviar información en el pasado 22 minutos a través de estatuas como la que tocó el Jugador para poder predecir con mayor precisión la ubicación del Ojo. Sin embargo, los Nomai nunca lograron alcanzar el potencial completo del Proyecto Gemelo Ceniza, ya que enviar información al pasado requeriría una gran cantidad de energía que no lograron producir de manera artificial y solo una supernova podría producir. Esto explica por qué el Jugador está atrapado en el ciclo de 22 minutos, ya que la supernova activa el Proyecto Gemelo Ceniza, enviando toda la información que el Jugador aprendió a su pasado.
Armado con este conocimiento, el Jugador puede descubrir las coordenadas del Ojo y repara una nave Nomai abandonada, teleportándose a la ubicación del Ojo. Al entrar en el Ojo, el jugador encuentra versiones cuánticas de los diversos personajes con los que se había hecho amigo en sus viajes, y trabajando juntos, crean un Big Bang, dando lugar a un nuevo universo. El final de la finalización completa agrega una escena que muestra que la vida inteligente comienza a desarrollarse 14.300 millones de años después de la creación del nuevo universo.   

## Desarrollo

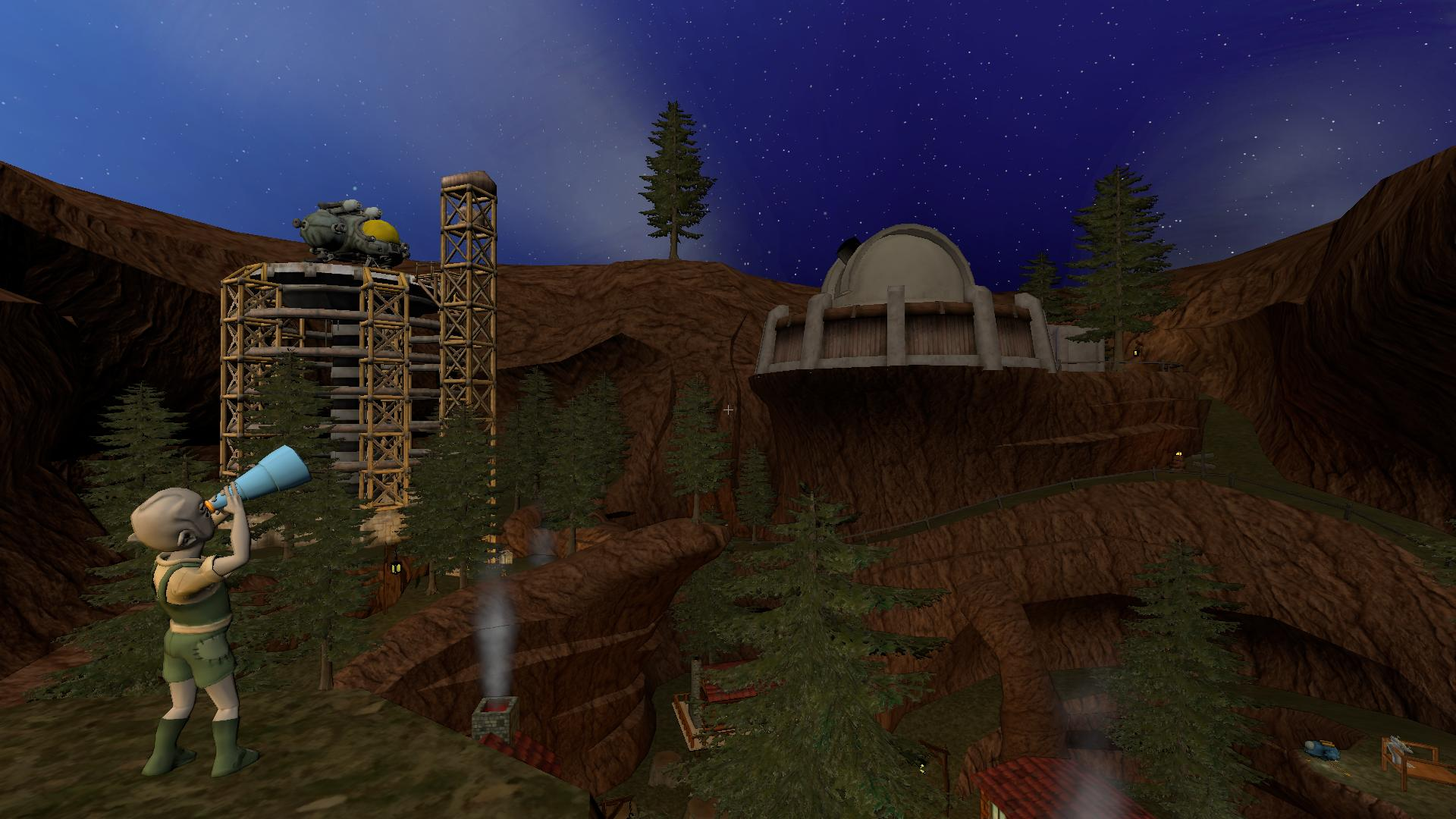
Imagen del juego durante su desarrollo

Outer Wilds comenzó como la tesis universitaria de Alex Beachum, en el programa de medios interactivos y juegos de la Universidad del Sur de California (USC) y se convirtió en un lanzamiento comercial de producción completa. Beachum empezó el proyecto a finales de 2012. Beachum había desarrollado previamente un videojuego de plataformas tridimensional con ladrillos de Lego cuando era niño, y no estaba interesado en una carrera en videojuegos hasta que se postuló para el programa de su universidad. Los miembros originales del equipo fueron de la USC, del Laguna College of Art and Design y estudiantes de Atlantic University College.
Las ideas originales de Beachum eran recrear el "espíritu de exploración espacial" de Apollo 13 y 2001: A Space Odyssey en un entorno incontrolable, y crear un videojuego de mundo abierto sin objetivos donde la exploración saciara las preguntas del jugador sin que tuvieran que sentirse sin rumbo. Beachum se inspiró en la leyenda de Zelda: The Wind Waker, con personajes no jugadores que cuentan cuentos de tierras lejanas para incentivar la exploración de esas zonas. El videojuego también usa el motivo de acampar, ya que el propio Beachum es un ávido mochilero, mientras que también enfatiza que el personaje jugador está lejos de su hogar y solo en la galaxia. Los periodistas han comparado positivamente a Outer Wilds y su mecánica de bucle de tiempo con la de The Legend of Zelda: Majora's Mask.
El equipo de Beachum comenzó trabajando en prototipos de papel y sesiones de videojuegos RPG con lluvias de ideas para establecer la narrativa. El equipo construyó el videojuego en el motor de videojuego Unity. Después de la graduación de Beachum, el proyecto contrató a miembros a tiempo completo para trabajar hacia un lanzamiento comercial, con Beachum como director creativo.
A partir de marzo de 2015 el juego se lanzó en versión alfa, disponible para descarga gratuita desde el sitio del desarrollador. En ese momento el equipo estaba ocupado escribiendo el concepto central del juego.
El actor Masi Oka, con experiencia previa como programador y fundador del estudio Mobius Digital, vio la demostración de Outer Wilds durante un día de pruebas para los grupos del programa de medios interactivos y juegos de la USC. Oka vio la oportunidad de expandir su equipo y contrató a todo el equipo detrás del videojuego para ayudar a desarrollar el título. El videojuego se convirtió en el primer título admitido en el nuevo sitio de micromecenazgo centrado en videojuegos Fig, lanzado en agosto de 2015.
En marzo de 2018, Mobius anunció que recibió apoyo financiero de Annapurna Interactive y que el videojuego estaba planeado para su lanzamiento en el año 2018.Al final la fecha se retrasó hasta 2019.
Outer Wilds se lanzó en Windows el 30 de mayo de 2019 y, un día antes, el 29 de mayo de 2019, para Xbox One.

## DLC y actualización
En 2021, Annapurna Interactive anunció un DLC que saldrá para todas las plataformas y se centrará en el miedo con una duración de 10 a 15 horas. El DLC estaría disponible en todos los idiomas del juego base. El 28 de septiembre el DLC Echoes of the Eye (Ecos del Ojo) salió a la luz en todas las plataformas en las que estaba disponible el juego base con un precio final de 12,49 euros. El DLC fue aclamado tanto por medios periodísticos como jugadores, alcanzando un 91% de críticas positivas en Steam.  
El 16 de septiembre de 2022, el juego se actualizó para la nueva generación de consolas PlayStation 5 y Xbox Series X|S con resolución 4K y 60fps.

## Recepción
En el año 2015, GDC Independent Games Festival, Outer Wilds ganó en las categorías Gran Premio Seumas McNally y Excelencia en Diseño. Fue una mención de honor en las categorías de Excelencia en Narrativa y Premio Nuovo. El videojuego todavía estaba en versión alfa en este punto.
En Metacritic, Outer Wilds logró un puntaje agregado de 85 de 100, lo que indica revisiones "generalmente favorables".